# Filme amador
Filme amador (ou vídeo amador) são obras cinematográficas criadas por hobistas, muitas vezes pelo prazer, sem fins comerciais.
Nos últimos anos aconteceu o surgimento de vários produtores amadores, devido principalmente a disponibilidade de camcorders digitais (MiniDV, Digital8 e DVD) e computadores, capacitando o hobista a capturar, editar e autorar em DVD.
A maioria das produções amadoras são fan films, em geral paródias, de filmes comerciais, como Star Wars e Matrix. Existem também vários roteiros originais, no qual o gênero de horror é maioria.
A capacidade atual da internet também permite uma ampla divulgação deste tipo de trabalho.

## Histórico
Desconsiderando a própria invenção do cinema, com seus primeiros experimentos, a primeira onda de filmes amadores pode ser descrita pelo surgimento das câmeras super-8, possibilitando o público geral a produzir seus próprios filmes. A tendência era de uma popularização cada vez maior, com o surgimento das camcorders, primeiramente analógicas (VHS, Betamax, Video8) e atualmente digitais (miniDV, miniDVD).
Em paralelo, o desenvolvimento dos computadores pessoais e a disponibilidade de recursos de captura e edição, aumentaram as possibilidades de produção amadora.

## Tecnologia

### Câmera
As câmeras digitais em miniDV são o formato preferencial para a gravação de filmes (vídeo) amadores. Possuem preços bem acessíveis, devido a ascendência das câmeras em DVD, até equipamentos de uso semi-profissional.
As câmeras em miniDVD são menos aceitas pelos hobistas mais rigorosos, apesar da facilidade, por gravarem em MPEG-2, considerado um formato com perdas devido à compressão dos dados.
As câmeras baseadas em "hard-disk" e eventualmente baseadas em memória são uma alternativa promissora no futuro.

### Plataforma de edição

#### Hardware
Anteriormente, com o uso das câmeras analógicas, era necessário transferir o vídeo para o computador com uma placa de captura.
Atualmente as máquinas digitais permitem a transferência do vídeo a partir de interfaces USB, IEEE 1394 (Firewire) ou no caso da miniDVD, diretamente com o drive de DVD.
A configurações atuais, tanto em PC quando em Mac, permitem a edição dos vídeos com relativo conforto.

#### Software
Os programas de edição permitem que o usuário realize cortes, monte, edite e adicione áudio, insira títulos ou legendas, realize correção de cor, e insira efeitos especiais diversos. Alguns exemplos de programas utilizados são o Adobe Premiere, Adobe After Effects, Pinnacle Studio e Sony Vegas. Também existem programas de código aberto, como o Jahshaka.

### Meios de distribuição
Atualmente consegue-se distribuir as produções em forma de vídeo (miniDV e DVD) e via web, em sites como YouTube, ou até via e-mail para pequenos vídeos. Os formatos típicos para arquivos de vídeo são WMV, MOV e AVI, com codecs de compressão baseados no padrão MPEG-4, no qual inclui DivX e Xvid.